# Dhanyawadi
Dhanyawadi (von Sanskrit dhannavati, „gesegnet mit Getreide“) war eine Stadt im Rakhaing-Staat im Westen von Myanmar. Sie bestand etwa vom 5. bis zum 8. Jahrhundert.
Dhanyawadi liegt etwa 130 km nordöstlich von Sittwe zwischen den Flüssen Kaladan und Thare Chaung inmitten einer hügeligen Landschaft. Man erreicht die Landschaft mit dem Autobus von Mrauk U aus nach einer rund zweistündigen Anreise. Bis in die 1950er Jahre konnte man Dhanyawadi auch mit dem Boot auf dem Thare Chaung erreichen, doch machen dies Wasserverunreinigung und Verschlammung des Kanals zur Stadt hin heute unmöglich.
Die Stadt ist heute überwiegend verfallen; es befinden sich nur die Gebäude um den Tempel Mahamuni und die Anlagen für Meditation als einzige Zeichen der Zivilisation hier. Das bis ins 18. Jahrhundert an dieser Stelle verehrte Mahamuni-Bildnis befindet sich heute in Mandalay.

## Geschichte
Dhanyawadi war die Hauptstadt des ersten Königreichs von Arakan, des Reiches Dhanyawadi. Es verdankte seinen relativen Reichtum dem Handel mit dem Osten (vor-paganisches Birma, China, den Mon) und dem Westen (Indien, Bengalen und Persien). 
Die Stadt besaß eine etwa 10 km lange Stadtmauer, innerhalb derer ein weiterer umwallter Bereich für die königliche Familie vorgesehen war. Von beiden Anlagen sind noch Reste zu sehen.
Dhanyawadi ist das am meisten indisierte der vier Königreiche von Arakan. Obwohl das erste Reich der Legende nach bereits vor Buddha bestanden haben soll, also vor dem 6. Jahrhundert v. Chr., fand man keine verwertbaren archäologischen Spuren aus dieser Zeit. 
Eine andere Legende besagt, dass Buddha selbst den Weg in die Stadt fand. Die Adligen spendeten ihre Reichtümer, Gold und Silber, um ein Buddha-Bildnis zu schaffen. Und Buddha selbst hat sieben Tropfen seines Schweißes an der Brust in die Schmelze gegeben. Dies ermöglichte es dem Mahamuni-Bildnis die Lehren Buddhas zu predigen, nachdem es fertig gegossen war. 
1785 fiel Arakan an die Birmanen. Sie versuchten, das Bildnis in ihre seinerzeitige Hauptstadt Amarapura zu bringen. Die Quellen aus dem alten Birma und aus Arakan widersprechen sich über den damit zusammenhängenden Ablauf. Die Arakanesen behaupten, das Bildnis sei im Tempel oder während des birmanischen Transports einfach verschwunden. Nach birmanischen Quellen ist das Mahamuni-Bildnis nach Amarapura gelangt und später nach Mandalay gebracht worden. Einige zeitgenössische birmanische Experten gehen heute jedoch davon aus, das Bildnis habe den Arakan seinerzeit tatsächlich nicht verlassen.